# Parabolopona luzonensis
Parabolopona luzonensis är en insektsart som beskrevs av Webb 1981. Parabolopona luzonensis ingår i släktet Parabolopona och familjen dvärgstritar. Inga underarter finns listade i Catalogue of Life.